# Premierzy państw

## Europa
- Kanclerze Austrii
- Kanclerze Niemiec
- Premierzy Albanii
- Premierzy Andory
- Premierzy Belgii
- Premierzy Białorusi
- Premierzy Bośni i Hercegowiny
- Premierzy Bułgarii
- Premierzy Chorwacji
- Premierzy Czarnogóry
- Premierzy Czech
- Premierzy Danii
- Premierzy Estonii
- Premierzy Finlandii
- Premierzy Francji
- Premierzy Grecji
- Premierzy Hiszpanii
- Premierzy Holandii
- Premierzy Irlandii
- Premierzy Islandii
- Premierzy Liechtensteinu
- Premierzy Litwy
- Premierzy Luksemburga
- Premierzy Łotwy
- Premierzy Macedonii
- Premierzy Malty
- Premierzy Mołdawii
- Premierzy Monako
- Premierzy Norwegii
- Premierzy Polski
  - Premierzy i szefowie resortów II Rzeczypospolitej
  - Szefowie resortów III Rzeczypospolitej
- Premierzy Portugalii
- Premierzy Rosji
- Premierzy Rumunii
- Premierzy Serbii
- Premierzy Słowacji
- Premierzy Słowenii
- Premierzy Szwajcarii
- Premierzy Szwecji
- Premierzy Słowacji
- Premierzy Ukrainy
- Premierzy Wielkiej Brytanii
- Premierzy Włoch

## Afryka
- Premierzy Algierii
- Premierzy Angoli
- Premierzy Beczuany
- Premierzy Beninu
- Premierzy Czadu
- Premierzy Demokratycznej Republiki Konga
- Premierzy Dżibuti
- Premierzy Egiptu
- Premierzy Etiopii
- Premierzy Gambii
- Premierzy Gwinei
- Premierzy Gwinei Bissau
- Premierzy Kamerunu
- Premierzy Konga
- Premierzy Libii
- Premierzy Mali
- Premierzy Maroka
- Premierzy Mozambiku
- Premierzy Południowej Afryki

## Ameryka Łacińska i Południowa
- Premierzy Gujany
- Premierzy Peru

## Ameryka Północna
- Premierzy Kanady

## Australia i Oceania
- Premierzy Australii
- Premierzy Fidżi
- Premierzy Nowej Zelandii
- Premierzy Papui-Nowej Gwinei
- Premierzy Wysp Cooka

## Azja
- Premierzy Chińskiej Republiki Ludowej
- Premierzy Indii
- Premierzy Iraku
- Premierzy Izraela
- Premierzy Jemenu
- Premierzy Korei Północnej
- Premierzy Libanu
- Premierzy Palestyny
- Premierzy Republiki Chińskiej
- Premierzy Tajlandii
- Premierzy Zjednoczonych Emiratów Arabskich